# Чемпионат СССР по современному пятиборью среди женщин 1985
Первый чемпионат СССР по современному пятиборью среди женщин проводился в городе Львов с 18 по 21 мая 1985 года.
На старт вышли 33 спортсменки из РСФСР, Украины, Белоруссии, Грузии, Латвии, Киргизии, Москвы и Ленинграда. Они приняли участие в споре за награды первого личного чемпионата СССР по современному пятиборью среди женщин. Медали разыгрывались только в личном первенстве.

## Фехтование
18 мая 1985 г.
К сожалению, травму накануне соревнований получила чемпионка мира в личном зачете москвичка Светлана Яковлева. Она не смогла выйти на старт. В этой ситуации груз лидерства приняли на себя чемпионки мира в команде москвички Татьяна Чернецкая и Ирина Киселева.
Первой в фехтовании была Ченецкая, она одержала больше всех побед — 25. Это принесло ей 1102 очка. На один бой меньше выиграли Киселева и Алла Стригинова (Москва).

## Плавание
19 мая 1985 г.
В плавательном бассейне дистанцию 200 метров быстрее всех проплыла Чернецкая. Стартовав в последнем заплыве, она значительно опередила всех соперниц.
1. Татьяна Чернецкая (Москва, ВС) — 2.20,9 (1156 очков)
2. Светлана Петрусевич (Латвия, Рига, ВС)— 2.23,1 (1136)
3. Алла Стригинова (Москва, ВС) — 2.24,9 (1124)

## Конкур
20 мая 1985 г.
Соревнования по верховой езде проводились в три гита.
В конкуре произошел любопытный случай. Трем пятиборкам удалось безошибочно пройти дистанцию конкура. Москвички Ольга Басова, Любовь Алешина и Э. Гонгадзе из Тбилиси смогли получить максимальную сумму очков — 1100. Все они стартовали в разных гитах, на одной лошади по кличке Вальс.
Лидер соревнований Т. Ченецкая набрала всего 912 очков, сделав много ошибок на маршруте. Но запас набранных очков в фехтовании и плавании позволил ей сохранить первое место в турнирной таблице.
Положение после трех видов.
1. Татьяна Чернецкая (Москва, Вооруженные Силы) — 3170
2. Ирина Киселева (Москва, Вооруженные Силы) — 3144
3. Юлия Цыцугина (Москва, Профсоюзы) — 3044

## Стрельба. Бег
22 мая 1985 г.
В последний день чемпионата спортсменки соревновались сразу в двух видах программы.
- Стрельба.

Утром были проведены соревнования в стрельбе. Пятиборки ведут огонь из пистолета с дистанции 25 метров по фигурной мишени (силуэт), которая показывается (поворачивается) всего на три секунды. В отличие от медленной стрельбе, где можно отложить выстрел, в пятиборной стрельбе спортсмен обязан сделать выстрел при каждом показе мишени. Это требует от пятиборца точного и последовательного выполнения всех движений в согласованном сочетании в ограниченное время.
Москвичка Татьяна Чернецкая не смогла справиться с волнение и выглядела на огневом рубеже не так уверенно, как на фехтовальной дорожке и в плавании. Судьи насчитали всего 183 очка. В то же время Ирина Киселева выбила 196 очков из 200 возможных и уверенно возглавила турнирную таблицу после 4 видов.
Самой меткой в тире оказалась 24-летняя Наталья Буженкова (Москва, Вооруженные Силы), она показала великолепный результат 198 очков. Буженкова опытная спортсменка, мастер спорта СССР по морскому многоборью, до этого занималась плаванием в бассейне Дворца юных пионеров (Москва).
- Бег.

После небольшого отдыха пятиборки стартовали в легкоатлетическом кроссе с гандикапом. Все очень просто, кто пересекает линию финиша первым, тот и объявляется победителем.
Ирина Киселева финишировала первой и с отличной суммой в пяти видах 5268 очков стала первой чемпионкой СССР по современному пятиборью среди женщин. Юная чемпионка, которой ещё не исполнилось и восемнадцати лет, выступила на редкость ровно и стабильно во всех видах пятиборного многоборья. Второй финишировала Чернецкая, третье место завоевала Ева Сильке (Латвия, Рига, ВС).

## Чемпионат СССР. Женщины. Личное первенство
| Дисциплина        | Золото                  | Серебро                    | Бронза                             |
| Личное первенство | Ирина Киселева · Москва | Татьяна Чернецкая · Москва | Ева Сильке · Латвийская ССР · Рига |

- Итоговые результаты.

| Место | Спортсмен         | Республика, город, спортивное общество | Сумма очков |
| ----- | ----------------- | -------------------------------------- | ----------- |
| 1.    | Ирина Киселева    | Москва, «Вооруженные Силы»             | 5268        |
| 2.    | Татьяна Чернецкая | Москва, «Вооруженные Силы»             | 4928        |
| 3.    | Ева Сильке        | Латвийская ССР, Рига, Вооруженные Силы | 4891        |